# Liste der Ehrenbürger von Bremen
Das Bremer Ehrenbürgerrecht ist die höchste Auszeichnung, die seit 1797 an Persönlichkeiten von Bremen verliehen wurde, die sich um die Freie Hansestadt Bremen verdient gemacht haben. Folgende Personen erhielten dauerhaft das Ehrenbürgerrecht:
Hinweis: Die Liste ist vollständig, es fehlen aber noch Einzelangaben. Die Auflistung erfolgt chronologisch nach Datum der Zuerkennung.

## Die Ehrenbürger der Hansestadt Bremen
| Name                                      | Lebensdaten | Verleihung    | Erläuterungen |
| ----------------------------------------- | ----------- | ------------- | --- |
| Christian Konrad Wilhelm von Dohm         | 1751–1820   | 1797          | Preußischer Gesandter, 1796/97 Verhandlungen um Bremens Neutralität und Selbständigkeit                                                                                             |
| Charles de Villers                        | 1765–1815   | 1809          | französischer Offizier, Philosoph, Schriftsteller |
| Friedrich Karl von Tettenborn             | 1778–1845   | 1813          | Freiherr, Generalmajor der russischen Kavallerie; Befreiung Bremens im Befreiungskrieg, auch Ehrenbürger von Hamburg                                                                |
| Ludwig Adolf Wilhelm von Lützow           | 1782–1834   | 1816          | Freiherr, preußischer Generalmajor; befehligte 1812/14 das Lützowsche Freikorps |
| Heinrich Friedrich Karl vom und zum Stein | 1757–1831   | 1816          | Staatsmann und Reformer |
| Heinrich Böse                             | 1783–1867   | 1825          | Zuckerfabrikant; führte 1813 als „Hauptmann Böse“ das Freiwillige Bremische Jäger-Korps; gründete 1815 die Bremer Bürgerwehr                                                        |
| James Colquhoun                           | 1780–1855   | 1826          | schottischer Jurist, Generalkonsul und diplomatischer Geschäftsträger der Hansestädte in London; auch Ehrenbürger von Hamburg und Lübeck                                            |
| Hans Georg von Carlowitz                  | 1772–1840   | 1828          | sächsischer Geheimrat, Minister und Gesandter beim Bundestag des Deutschen Bundes                                                                                                   |
| Johann Heinrich Bernhard Dräseke          | 1774–1849   | 1832          | Pastor von St. Ansgarii in Bremen, Generalsuperintendent und preußischer Bischof |
| Georg Michael Gramlich                    | 1785–1880   | 1838          | Kaufmann, hamburgischer Konsul und Geschäftsträger in Venezuela; Freundschafts-, Handels- und Schifffahrtsverträge zwischen den Hansestädten; auch Ehrenbürger von Hamburg          |
| Ambrose Dudley Mann                       | 1801–1889   | 1847          | Konsul in Bremen, 1853 erster Assistant Secretary of State der USA; unterstützte Bremen 1844 bis 1846 bei der Einrichtung der ersten US-Postlinie nach Bremerhaven                  |
| Julius Gottlob von Nostitz und Jänkendorf | 1797–1870   | 1855          | Sächsischer Gesandter beim Bundestag des Deutschen Bundes |
| Daniel Meinertzhagen                      | 1801–1869   | 1859          | englischer Kaufmann und Bankier; unterstützte die bremische Wirtschaft |
| Albert Schumacher                         | 1802–1871   | 1859          | deutsch/amerikanischer Kaufmann, bremischer Generalkonsul in Baltimore |
| Otto von Bismarck                         | 1815–1898   | 22. Mai 1871  | Reichskanzler von 1871 bis 1890 |
| Helmuth Karl Bernhard von Moltke          | 1800–1891   | 1871          | preußischer Generalfeldmarschall und Chef des Generalstabes |
| Heinrich von Stephan                      | 1831–1897   | 1895          | Generalpostdirektor des Deutschen Reichs |
| Paul von Hindenburg                       | 1847–1934   | 1917          | Generalfeldmarschall, später Reichspräsident |
| Rudolf Alexander Schröder                 | 1878–1962   | 1948          | Dichter und Innenarchitekt |
| Anton Kippenberg                          | 1874–1950   | 1949          | Verleger (Insel Verlag) und Goethe-Sammler |
| Wilhelm Kaisen                            | 1887–1979   | 1965          | Präsident des Senats (SPD); von 1945 bis 1965 Bremer Bürgermeister |
| August Hagedorn                           | 1888–1969   | 1966          | Politiker (SPD); von 1946 bis 1966 Präsident der Bremischen Bürgerschaft |
| Hans Koschnick                            | 1929–2016   | 1999          | Präsident des Senats (SPD); von 1967 bis 1985 Bremer Bürgermeister |
| André Migdal                              | 1924–2007   | 2000          | französischer Widerstandskämpfer, KZ-Häftling, Dichter; in der NS-Zeit Zwangsarbeiter beim Bau des U-Boot-Bunkers Valentin; setzte sich für die deutsch-französische Versöhnung ein |
| Reimar Lüst                               | 1923–2020   | 2001          | Astrophysiker, Wissenschaftsmanager Als Vorsitzender des Aufsichtsrates gestaltete er den Aufbau der International University Bremen.                                               |
| Bernd Hockemeyer                          | 1935–2020   | 9. Apr. 2003  | Kaufmann und Politiker (CDU); von 1997 bis 2000 Präses der Handelskammer Bremen; Verdienste wegen der Öffnung der Wirtschaft zur Kultur                                             |
| Uwe Hollweg                               | 1937–2024   | 9. Apr. 2003  | Unternehmer, Politiker (CDU); Verdienste wegen der Öffnung der Wirtschaft zur Kultur durch die „Karin und Uwe Hollweg-Stiftung“                                                     |
| Barbara Grobien                           | * 1938      | 6. Sep. 2005  | Golferin und Kunstförderin; Gründerin der „Michael und Barbara Grobien Stiftung“ |
| Annemarie Mevissen                        | 1914–2006   | 6. Sep. 2005  | Von 1951 bis 1975 Senatorin (SPD); von 1967 bis 1975 Bremer Bürgermeisterin |
| Klaus Hübotter                            | 1930–2022   | 19. Nov. 2010 | Bauunternehmer und Mäzen; Engagement zur Erhaltung stadtgeschichtlich bedeutender Bausubstanz, prägte die Kultur- und Friedensarbeit                                                |